# Nieuw Zuid (Katwijk aan Zee)

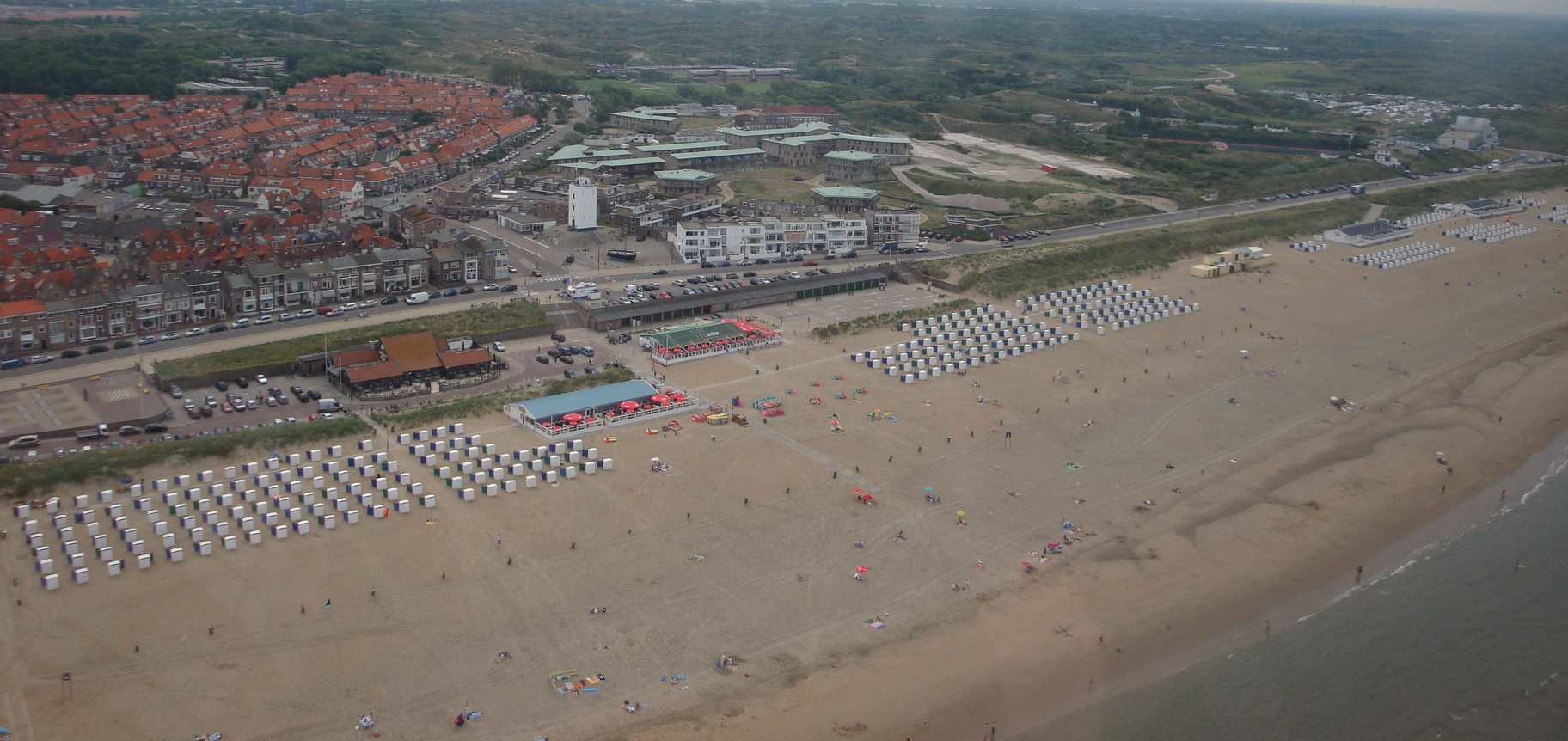
Katwijk aan Zee, Nieuw Zuid vanuit de lucht.

Nieuw Zuid is een wijk in de plaats Katwijk aan Zee van de gemeente Katwijk, in de Nederlandse provincie Zuid-Holland. De wijk strekt zich uit van de Secretaris Varkevisserstraat in het noorden tot de Laan van Nieuw Zuid en de Nachtegaallaan in het zuiden, en van de Drieplassenweg in het westen tot de Koningin Julianalaan in het oosten. Omliggende wijken zijn het centrum, Overduin en Koestal, ten zuiden liggen de duinen en ten westen het terrein van het zeehospitium, plaatselijk bekend onder de naam Zeehos.
Nieuw Zuid is vooral bekend om het gelijknamige sportpark, Sportpark Nieuw Zuid, waar de voetbalvelden van Quick Boys zijn gevestigd. Tevens was dit een trainingslocatie van het Nederlands voetbalelftal in de jaren '90 tot ca. 2007.

## Buslijnen
De wijk Nieuw Zuid wordt aangedaan door de buslijnen 31 naar Leiden / Katwijk en 401 naar Zoetermeer / Katwijk. (zie: Openbaar vervoer in Katwijk).

## Bezienswaardigheden
- De soefitempel, een tempel van het universeel soefisme
- De Zuidduinen met bunkers/resten van de Atlantikwall.